# جیمز دین (بازیگر پورنوگرافی)
برایان متیو سویا (به انگلیسی: Bryan Matthew Sevilla) (زادهٔ ۷ فوریهٔ ۱۹۸۶) شناخته شده با نام هنری جیمز دین (به انگلیسی: James Deen)، با اشاره به نام هنرپیشه معروف جیمز دین، بازیگر پورنوگرافی اهل ایالات متحده آمریکا است. او در سال ۲۰۰۴ و در سن ۱۸ سالگی وارد صنعت پورن شد. او به خاطر عدم شباهت به قالب بازیگران مرد در فیلم‌های پورن مورد توجه قرار گرفته‌است.